# Pseudorrotación
La IUPAC define la pseudorrotación como un "cambio conformacional que resulta en una estructura que parece ser producida por la rotación de la molécula inicial entera, y es sobreponible al inicial, aunque las diferentes posiciones son distinguibles por sustitución o marcado isotópico. No se genera momentum angular por este movimiento; ésta es la razón para el término." Formalmente, se refiere a moléculas simétricas, aunque el mecanismo también es referido para especies de baja simetría. Un pequeño desplazamiento de las posiciones de los ligandos conduce a una pérdida de la simetría hasta que se forma un producto simétrico. Aunque formalmente no se requiere, la pseudorrotación suele involucrar desplazamientos en trayectorias de baja energía.

## Cicloalcanos
La dinámica estructural de los cicloalcanos puede ser descrita como pseudorrotaciones.